# Ikke alene Danmark
Ikke alene Danmark er Sebastians ottende studiealbum, udgivet i 1978. Sangene på side 1 er skrevet til ungdomsfilmen Du er ikke alene. Titelnummeret var et stort hit og er en af Sebastians mest kendte sange. Side 2 kaldes Musikbilleder fra Danmark og indeholder bl.a. sangen "Danmark (dum og dejlig)", som bl.a. vendte sig kritisk mod EF.

## Numre

### Side 1 – Sange fraDu er ikke alene
1. "Du er ikke alene" (5:14)
2. "Forglem mig ej" (3:31)
3. "Skovsangen" (4:10)
4. "Triumftoget" (2:52)
5. "De unge tåber" (4:23)

### Side 2 – Musikbilleder fra Danmark
1. "Sjølund" (2:10)
2. "Danmark (dum og dejlig)" (5:37)
3. "Ude på Bakken" (5:25)
4. "Hos Ingeborg" (3:58)
5. "Masser af tid" (2:43)
6. "Vildanden" (4:57)
7. "Ikke alene" (1:24)